# حمامات القدم المزيلة للسموم

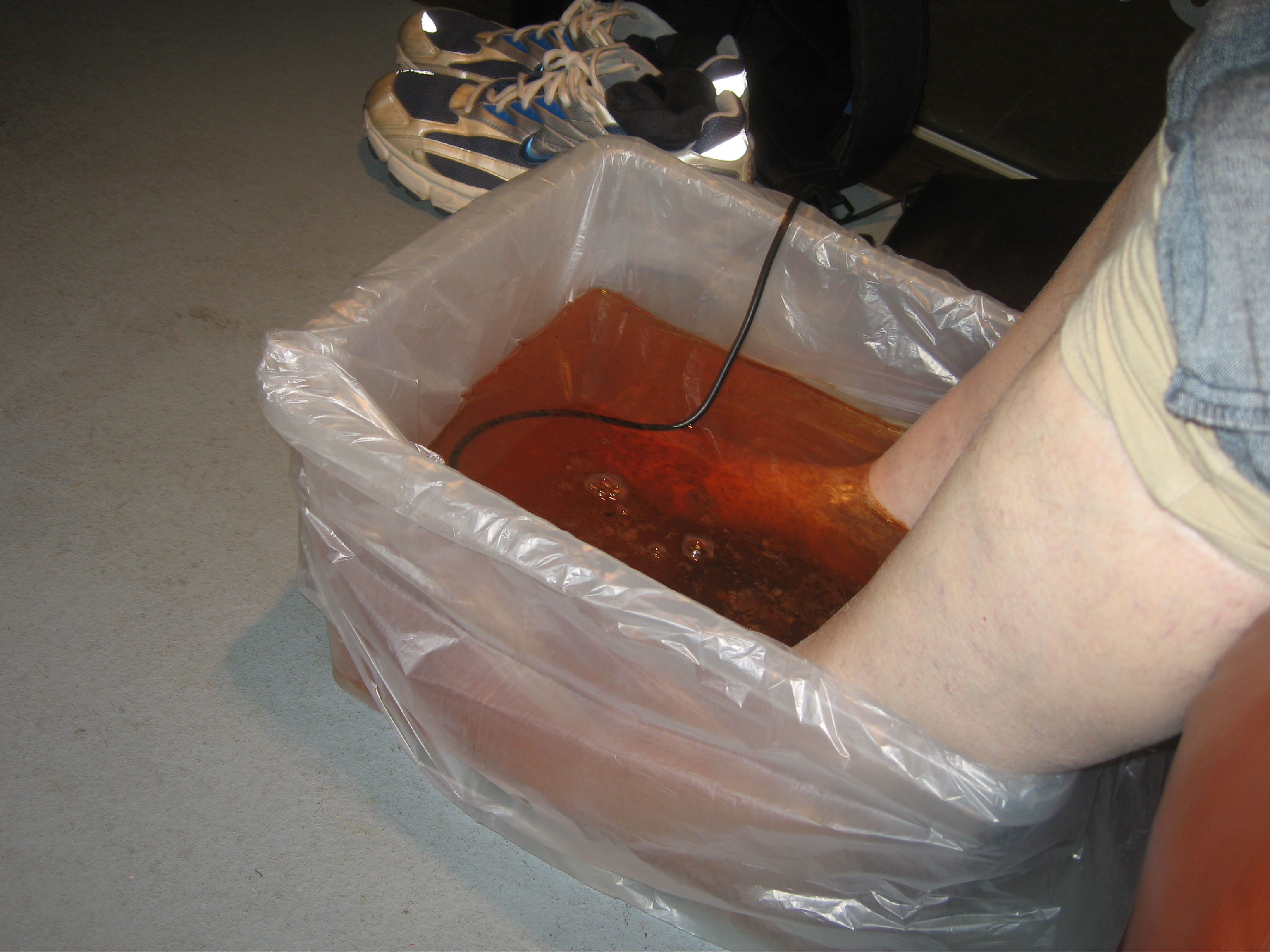
شخص يتلقى علاجًا لإزالة السموم من حمام القدم.

تعتبر حمامات القدم المزيلة للسموم، المعروفة أيضاً بعملية إزالة سموم القدم أو التنظيف الأيوني أو حمامات القدم الأيونية أو عملية إزالة السموم بالماء أداة للعلم البديل وتُسوّق على أنها قادرة على نزع السموم من جسم الإنسان، وتعمل من خلال توفير تيار كهربائي لمجموعة من أقطاب كهربائية مغمورة بمحلول مائي مملح. وعند تشغيل الجهاز تصدأ الأقطاب الكهربائية يشكل متسارع من خلال عملية تُسمّى بعملية التحليل الكهربائي، ليتحوّل من بعدها لون الماء إلى اللون البنّي. وتحصل هذه النتيجة بغض النظر عن وجود قدميّ الشخص داخل الماء، ولم يُكشف أبداً عن وجود أيّة سموم من الجسد البشري في الماء بعد انتهاء العملية.

## الوصف
بدأت شهرة حمامات القدم المزيلة للسموم بين المستهلكين في بداية العام 2000م، وازدادت شهرتها بشكل سريع في المنتجعات الصحية بسبب استعراض لون المياه البنيّة والرواسب المرئية الناتجة عن الجهاز. وصرّحت «آكوا ديتوكس» وهي إحدى الشركات المصنّعة للجهاز بأن الفكرة مبنيّة على بحث قام به المخترع «رويال رايف» في فترة العشرينيات والثلاثينيات، الّذي ادّعى بأن أجهزة «رايف» الخاصّة به بإمكانها أن تُضعف الكائنات الحيّة المرضيّة من خلال تعريضها لاهتزازات على درجات تردد معينة.
تتكوّن حمامات القدم المزيلة للسموم من عاملان أساسيّان وهما: وعاء بسيط لوضع القدمين بداخله، ومجموعة أقطاب كهربائية. وتستخدم بالعادة مياه مملحة معطّرة بكونها الكهرل، وتُغمر قدمي الزبون ومجموعة الأقطاب الكهربائية في هذه الماء؛ حيث يوجد قطبي كهرباء حديديين داخل مجموعة الأقطاب الكهربائية، ويسري بينهما تيّار كهربائي مما يتسبب بإصابة الأقطاب بالصدأ بشكل متسارع نتيجة عملية التحليل الكهربائي. وتحوّل ردّة الفعل هذه لون المحلول المائي المملّح إلى اللون البنّي، ومن الممكن أن تظهر رقائق صدأ في الماء كذلك. ومن الجدير بالذّكر أن الأقطاب الكهربائية المستعملة في هذه العملية تتآكل بسرعة وتتطلب التبديل عادة بعد ما يقارب 16 ساعة من الاستخدام.